# Селлафілд
Селлафілд (англ. Sellafield) — атомний комплекс, розташований на узбережжі Ірландського моря поблизу від міста Сіскейл (англ. Seascale) (графство Камбрія, Велика Британія). У різні роки на комплексі виробляли збройовий плутоній (від 1950 року), виготовляли паливо для АЕС, переробляли відпрацьоване ядерне паливо, працювала АЕС (від 1956 до 1983 року). Комплекс перейменовували на Віндскейл (англ. Windscale), але 1981 року назву повернуто.
Атомна електростанція комплексу отримала назву Колдер Голл (англ. Calder Hall і стала першою (в 1956) АЕС, побудованою в капіталістичній країні (першу промислову АЕС у світі побудовано 1954 року в Обнінську, СРСР).

## Історія
Атомний комплекс Селлафілд почав будуватися 1947 року. У 1950 і 1951 році запущено перших два графіто-газових ядерних реактори по 100 МВт з повітряним охолодженням для виробництва плутонію. 1953 року почалося будівництво атомної електростанції Колдер Голл (Calder Hall). В реакторах електростанції як теплоносій використовували вуглекислий газ. Станцію підключено до електромережі 28 липня 1956 року, а 17 жовтня 1956 року її офіційно відкрила королева Єлизавета ІІ. АЕС Колдер Голл також використовувалася для виробництва збройового плутонію.

## Інформація про енергоблоки
| Енергоблок   | Тип реакторів | Потужність | Потужність | Початок будівництва | Підключення до мережі | Введення в експлуатацію | Закриття   |
| Енергоблок   | Тип реакторів | Чиста      | Брутто     | Початок будівництва | Підключення до мережі | Введення в експлуатацію | Закриття   |
| ------------ | ------------- | ---------- | ---------- | ------------------- | --------------------- | ----------------------- | ---------- |
| Колдер-Гол-1 | ГГР Магнокс   | 49 МВт     | 60 МВт     | 01.08.1953          | 27.08.1956            | 01.10.1956              | 31.03.2003 |
| Колдер-Гол-2 | ГГР Магнокс   | 49 МВт     | 60 МВт     | 01.08.1953          | 01.02.1957            | 01.02.1957              | 31.03.2003 |
| Колдер-Гол-3 | ГГР Магнокс   | 49 МВт     | 60 МВт     | 01.08.1955          | 01.03.1958            | 01.05.1958              | 31.03.2003 |
| Колдер-Гол-4 | ГГР Магнокс   | 49 МВт     | 60 МВт     | 01.08.1955          | 01.04.1959            | 01.04.1959              | 31.03.2003 |
| Віндскейлі   | AGR           | 24 МВт     | 36 МВт     | 01.11.1958          | 01.02.1963            | 01.03.1963              | 03.04.1981 |

## Інциденти

### Аварія 1957 року
У жовтні 1957 року на реакторі з виробництва плутонію сталася пожежа, яка призвела до радіоактивного викиду, оцінюваного в 750 ТБк (20 000 Кі). Оскільки про киштимську аварію не було широко відомо за межами СРСР, аварія в Селлафілді вважалася найсерйознішою в історії світової ядерної енергетики до аварії на Три-Майл-Айленді. За міжнародною шкалою ядерних подій, яка класифікує події за сімома рівнями, де нуль означає, що подія підлягає реєстрації, але не матиме наслідків, а до сьомого рівня належать аварії в Чорнобилі і Фукусімі, подія на хімкомбінаті Маяк стоїть на шостому рівні, а у Віндскейлі — на п'ятому.

### Інцидент 2005 року
18 квітня 2005 виявлено факт витоку радіоактивних речовин. Витік почалася ще в серпні 2004 року, але персонал не реагував на покази датчиків. Інцидент отримав третій рівень за шкалою INES і став найзначнішою радіаційною подією у Великій Британії за 13 років.

## Закриття комплексу
Від 1995 року комплекс Колдер Голл виконував виключно мирні функції, що пов'язано із зупинкою виробництва збройового плутонію у Великій Британії.
Останній реактор заглушено 2003 року. Комплекс складався з 62 будівель, які 2005 року заплановано до зносу. 30 вересня 2007 року розпочато роботу з демонтажу АЕС — розпочато підрив охолоджувальних труб. Знесення охолоджувальних труб є частиною найбільшого в Європі проєкту з ліквідації споруд, які містять амфіболовий азбест (поширений у Європі матеріал, який сприяє виникненню ракових пухлин).
Рішення про знесення АЕС прийнято 2005 року, дебати з приводу умов безпеки тривали більше двох років.